# Server Side Template Injection
Il Server Side Template Injection è una tecnica di code injection lato server utilizzabile per attaccare applicazioni che usano dei template per generare risposte dinamiche.
Tale tecnica consiste nella creazione di un payload ben ingegnato destinato al motore per template che, se non adeguatamente sanificato, permette di eseguire codice arbitrario sul server, utilizzabile ad esempio per ottenere una reverse shell.